# Taylor Hanson
Pour les articles homonymes, voir Hanson.
Jordan Taylor Hanson (dit Taylor Hanson), né le 14 mars 1983 à Tulsa, dans l'Oklahoma, est un des chanteurs du groupe Hanson. Il est également le chanteur du groupe Tinted Windows. Il joue du clavier, des percussions, de la batterie, de la guitare et du piano.

## Carrière musicale
Taylor chante et joue du clavier avec le groupe Hanson, qu'il a créé en 1992 avec son frère Isaac, initialement sous le nom des Hanson Brothers, qui sera ensuite changé en Hanson. Isaac est alors âgé de onze ans, Taylor de neuf ans et leur jeune frère Zac de six ans. Ils se produisent d'abord a cappella dans leur ville natale de Tulsa.
Le 6 mai 1997, le groupe sort son troisième album (le premier dans une maison de disques), Middle Of Nowhere, chez Mercury Records. Le premier single, MMMBop, se classe en numéro 1 du Billboard Hot 100 aux États-Unis.
En 2003 Taylor Hanson est cofondateur et codirecteur du label 3CG Records, avec ses frères Isaac et Zac Hanson.
Il est annoncé au début de l'année 2009 que Taylor, en collaboration avec l'ancien guitariste des Smashing Pumpkins James Iha, du batteur de Cheap Trick Bun E. Carlos et du bassiste de Fountains of Wayne Adam Schlesinger, a formé un nouveau groupe du nom de Tinted Windows. Ce nouveau projet se déroulera en parallèle aux groupes d'origine de chacun des membres. Le groupe se produit pour la première fois au SXSW à Austin, au Texas, le 20 mars. Leur premier album éponyme sort le 21 avril 2009.

## Vie personnelle
Taylor est le deuxième enfant de Clarke Walker Hanson né le 1er juin 1954, et de Diana Frances Hanson, née Lawyer, le 30 avril 1954. Il a six frères et sœurs: Clarke Isaac (né le 17 novembre 1980); Zachary Walker (né le 22 octobre 1985); Jessica Grace (née le 31 juillet 1988); Avery Laurel (né le 4 novembre 1990); Joshua Mackenzie (né le 7 janvier 1994) et Zoë Genevieve (née le 14 janvier 1998).
Taylor rencontre sa femme, Natalie Anne Bryant, après un concert de la tournée This Time Around à Atlanta, en Géorgie, en août 2000. Après s'être fréquentés pendant deux ans, ils se marient le 8 juin 2002 à la chapelle Ida Cason à Pine Mountain, en Géorgie. Le couple a sept enfants: Jordan Ezra, né le 31 octobre 2002, Penelope Anne, née le 19 avril 2005, River Samuel, né le 4 septembre 2006, Viggo Moriah, né le 9 décembre 2008, Wilhelmina Jane, née le 2 octobre 2012, Claude Indiana Emmanuel, né le 26 décembre 2018 et Maybellene Alma Joy, née le 7 décembre 2020.